# Eastern Cape
Eastern Cape je jedna od devet provincija u Južnoafričkoj Republici. Glavni grad provincije je Bhisho.

## Zemljopis
Eastern Cape nalazi se u južnome dijelu države prostire se na 169.580 km² čime je druga po veličini provincija, na sjeveru graniči s državom Lesoto, graniči i s provincijama:
- Western Cape - na zapadu
- Northern Cape - na sjeverozapadu
- Free State - na sjeveru
- KwaZulu-Natal - na sjeveroistoku

## Stanovništvo
Prema popisu stanovništva iz 2007. godine u provinciji živi 6.527.747 stanovnika, te je treća po broju stanovnika provincija u Južnoafričkoj Republici.
Većinsko stanovništvo su Negroidi koji čine 87,6% ukupnog stanovništva, zatim sljede Obojeni sa 7,5%, bjelci s 4,7% te Indijci i Azijati s 0,3%.

## Jezik
- Xhosa - 83,7%
- Afrikaans - 9,6%
- Engleski - 3,7%
- Južni sotho - 2.5%

## Važniji gradovi
- Alice
- Aliwal North
- Bhisho, glavni grad pokrajine
- East London
- Grahamstown
- King William’s Town
- Mthatha
- Port Alfred
- Port Elizabeth, najveći grad u pokrajini
- Queenstown
- Somerset East
- Uitenhage